# Induktivität (Bauelement)
Unter dem Oberbegriff Induktivität werden im deutschen Sprachraum passive elektrische und elektronische Bauelemente mit festem oder einstellbarem Induktivitätswert zusammengefasst. Der sowohl von der Hersteller- als auch von der Anwenderseite in der Elektronikindustrie verwendete Begriff umfasst induktive Bauelemente wie Spulen, Übertrager und Baluns für Anwendungen in der Signalverarbeitung und in frequenzbestimmenden Kreisen sowie Drosseln und Transformatoren für Anwendungen im Bereich der Energieversorgung elektrischer und elektronischer Geräte.
Zur Berechnung des Induktivitätswerts einer bestimmten Spule siehe die ausführliche Darstellung unter Induktivität. Die Induktivität L ist danach immer proportional zum Quadrat der Anzahl der Drahtwindungen sowie proportional zu Kenngrößen für die jeweilige Bauform bzw. das verwendete Kernmaterial.
Damit wird, ähnlich wie beim Begriff Widerstand, der Begriff Induktivität nicht nur für die physikalische Größe mit der Einheit Henry, sondern auch als Oberbegriff für die induktiven elektrischen und elektronischen Bauelemente verwendet.

## Kernmaterialien

### Einsatz von Spulenkernen
Luftspulen, das sind Spulen ohne Kern, haben zwar den Vorteil einer fast konstanten Induktivität, jedoch ist diese relativ niedrig. Um eine höhere Induktivität zu erreichen, sind vergleichsweise hohe Windungszahlen nötig, woraus wiederum ein hoher ohmscher Widerstand resultiert. Um dennoch mit kleiner Windungszahl eine möglichst große Induktivität zu erhalten, werden Spulen mit einem Kern versehen, dessen Permeabilitätszahl, also der Faktor der Induktivitätserhöhung, vom verwendeten Material abhängt.

### Verhalten von Feststoffen im Magnetfeld
Wird in eine Spule beispielsweise ein Eisenkern eingesetzt, so wird durch dessen ferromagnetische Eigenschaften die Permeabilität und damit auch die magnetische Flussdichte in der Spule erhöht. Ab einer bestimmten materialabhängigen Flussdichte tritt eine Sättigungsmagnetisierung des Kerns auf. Weil das Eisen des Kerns ein elektrischer Leiter ist, fließt in einer von Wechselstrom durchflossenen Spule mit Eisenkern im Eisenkern ein Strom in einer quasi kurzgeschlossenen Windung. Diesen Strom bezeichnet man als Wirbelstrom. Der Wirbelstrom wird geringer, wenn der Kern nicht aus einem Stück Eisen, sondern aus einem Stapel von Eisenblechen besteht, die voneinander isoliert sind, beispielsweise durch eine Lackschicht. Ein Spulenkern aus elektrisch nichtleitendem Material wie beispielsweise Ferrite oder Pulver-Pressstoff verhindert den Wirbelstrom.
Dieses Beispiel zeigt, dass sowohl der Aufbau des Kerns als auch sein Material dessen Verhalten in einem Magnetfeld bestimmt. Diesem Verhalten nach werden drei Materialgruppen unterschieden:
- diamagnetische Materialien, zu denen Magnesium, Wismut, Wasser, Stickstoff, Kupfer, Silber und Gold zählen,
- paramagnetische Materialien wie Magnesium, Lithium und Tantal und
- ferromagnetische Materialien wie Eisen, Nickel und Kobalt.

### Einteilung magnetischer Materialien
Bei ferromagnetischen Stoffen tritt ein Hystereseverhalten auf. Das bedeutet, dass sich die Abhängigkeit der magnetischen Flussdichte von einem eingeprägten magnetischen Feld in einer Hysterese-Kurve, auch B-H-Kurve genannt, darstellen lässt. Für eine Einteilung ferromagnetischer Stoffe in weichmagnetische und hartmagnetische Materialien ist die aus der Hysterese-Kurve zu entnehmende Koerzitivfeldstärke HC ausschlaggebend.
Liegt die Koerzitivfeldstärke demnach über 1.000 A/m, handelt es sich um hartmagnetische Werkstoffe, die als Permanentmagnete zum Einsatz kommen. Werkstoffe mit einer Koerzitivfeldstärke kleiner 1.000 A/m werden als weichmagnetisch bezeichnet und finden vor allem bei induktiven Bauelementen Verwendung.

### Verluste von Kernmaterialien
Wie bereits erwähnt, ist die relative Permeabilität unter anderem von der Frequenz und der magnetischen Feldstärke abhängig. Im Kern treten also mit Änderung dieser Werte Verluste auf. Die Fläche innerhalb der Hysterese-Kurve entspricht den Kernverlusten pro Zyklus. Die klassische Angabe der Kernverluste erfolgt nach der Steinmetz-Formel. Mit der komplexen Permeabilität lassen sich die ideale (verlustlose) induktive Komponente und der frequenzabhängige Widerstandsteil trennen, welcher die Verluste des Kernmaterials repräsentiert. 
Ein Impedanz-Messplatz ermöglicht die direkte Messung dieser frequenzabhängigen Anteile, woraus sich schließlich ein entsprechendes Diagramm, die Impedanzkurve, darstellen lässt. In diesem sind die frequenzabhängigen Verläufe der Serienimpedanz Z, des Verlustanteils R und des realen Induktivitätsanteils X eingetragen.

### Eigenschaften und Anwendung von Pulverkernen und Ferriten
Eisenpulver (Fe) ist ein mit isolierendem Bindemittel gepresstes Metallpulver, welches hohe Sättigungsmagnetisierung und Feldstärken erlaubt. Die Wirbelströme (Skin-Effekt) sind durch die elektrisch, isolierten Pulverteile wie bei sehr dünnen Blechen gering. Die Alterung von Eisenpulver ist temperatur- und feldstärkeabhängig.
Ferrit aus der Kombination Nickel und Zink erzielt relativ niedrige Wirbelstromverluste, die Magnetostriktion ist bei Nickel stärker (Frequenzbereich bis > 1 GHz). MnZn-Ferrit Kerne werden zur Leitungsdämpfung und Unterdrückung von HF-Schwingungen/Störungen, als MW/UKW-Filter, Baluns, Hochfrequenzübertrager, HF-Entstörbauteile oder als Abschirmplatten eingesetzt.
Mn-Zn-Ferrit Kerne haben relativ hohe Wirbelstromverluste und finden Anwendung als Breitband- und Leistungsübertrager, Impedanz und Anpassungsübertrager sowie als Drosseln, stromkompensierte Drosseln und Stromwandler. Eine neuere Materialfamilie stellen die amorphen und nanokristallinen Metalle dar, die in Bandform typischerweise als Ringbandkern Verwendung finden. Hier sind deutlich höhere Sättigungswerte Bs als bei Ferriten und wesentlich höhere Permeabilitäten als bei Ferriten und Pulverkernen möglich.

Verschiedene Bauarten und Bauformen von Induktivitäten
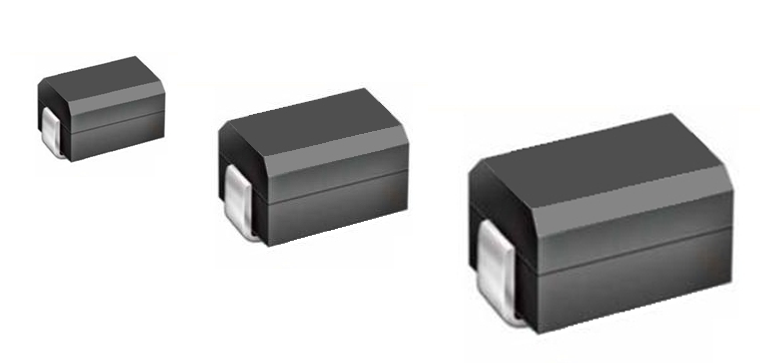
Chipinduktivitäten für SMD-Montage
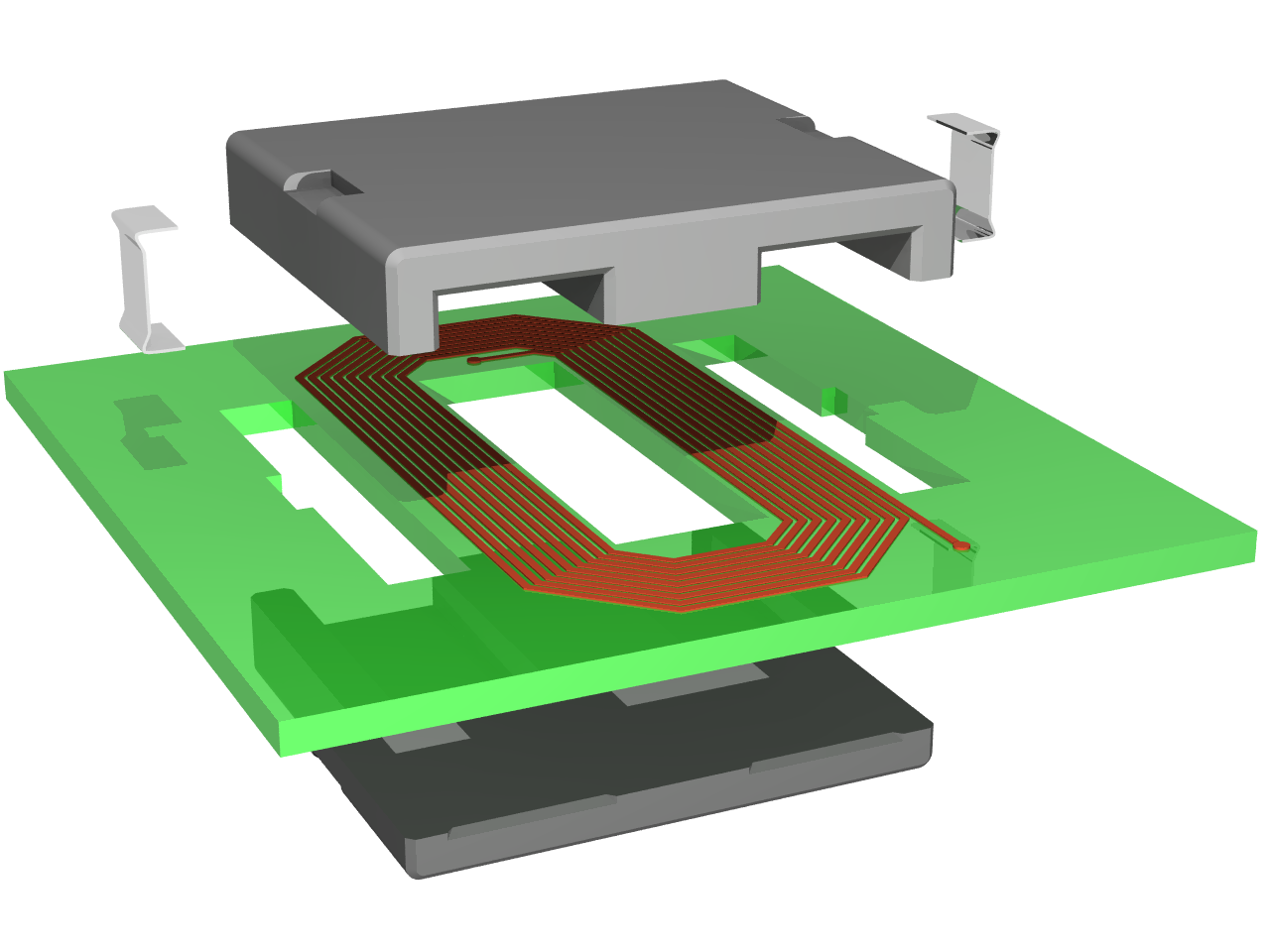
Gedruckte Spule mit Planar-Ferritkern
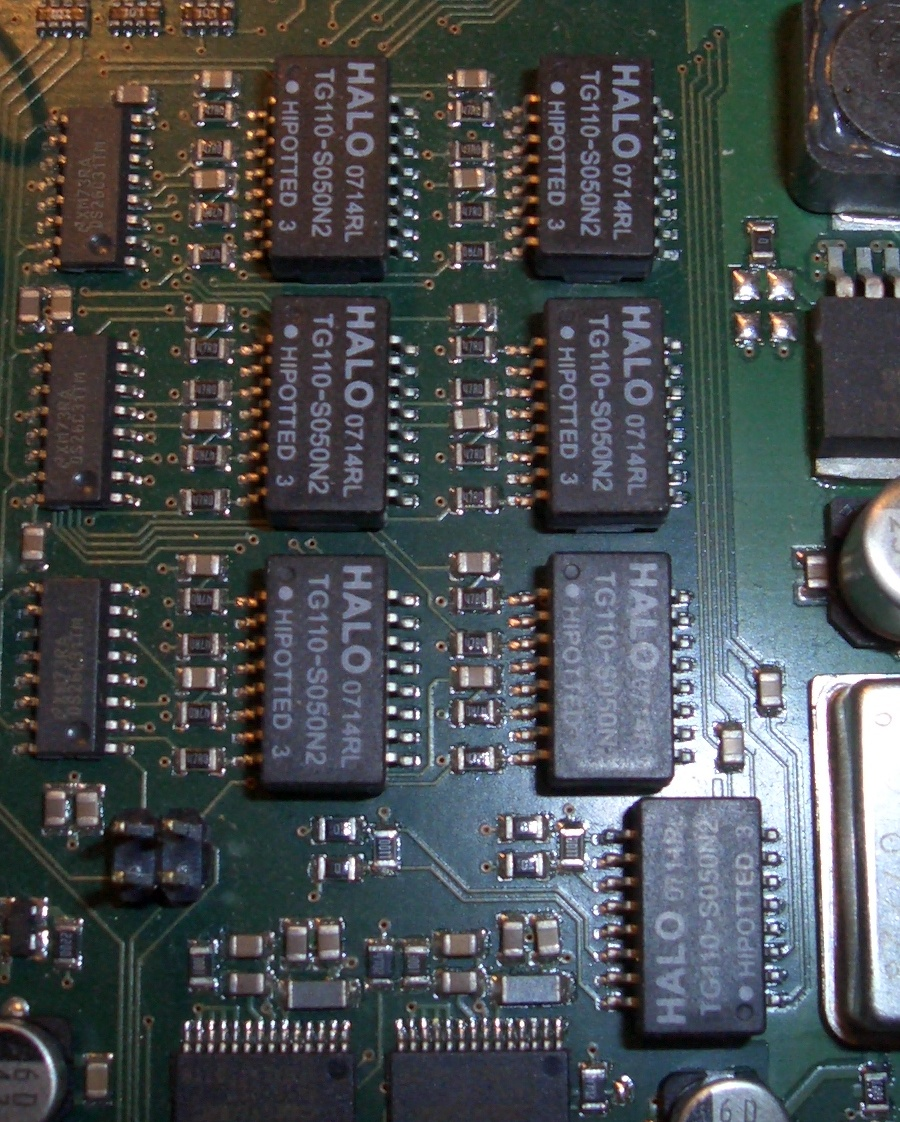
SMD-Übertrager für Ethernet-Schnittstellen
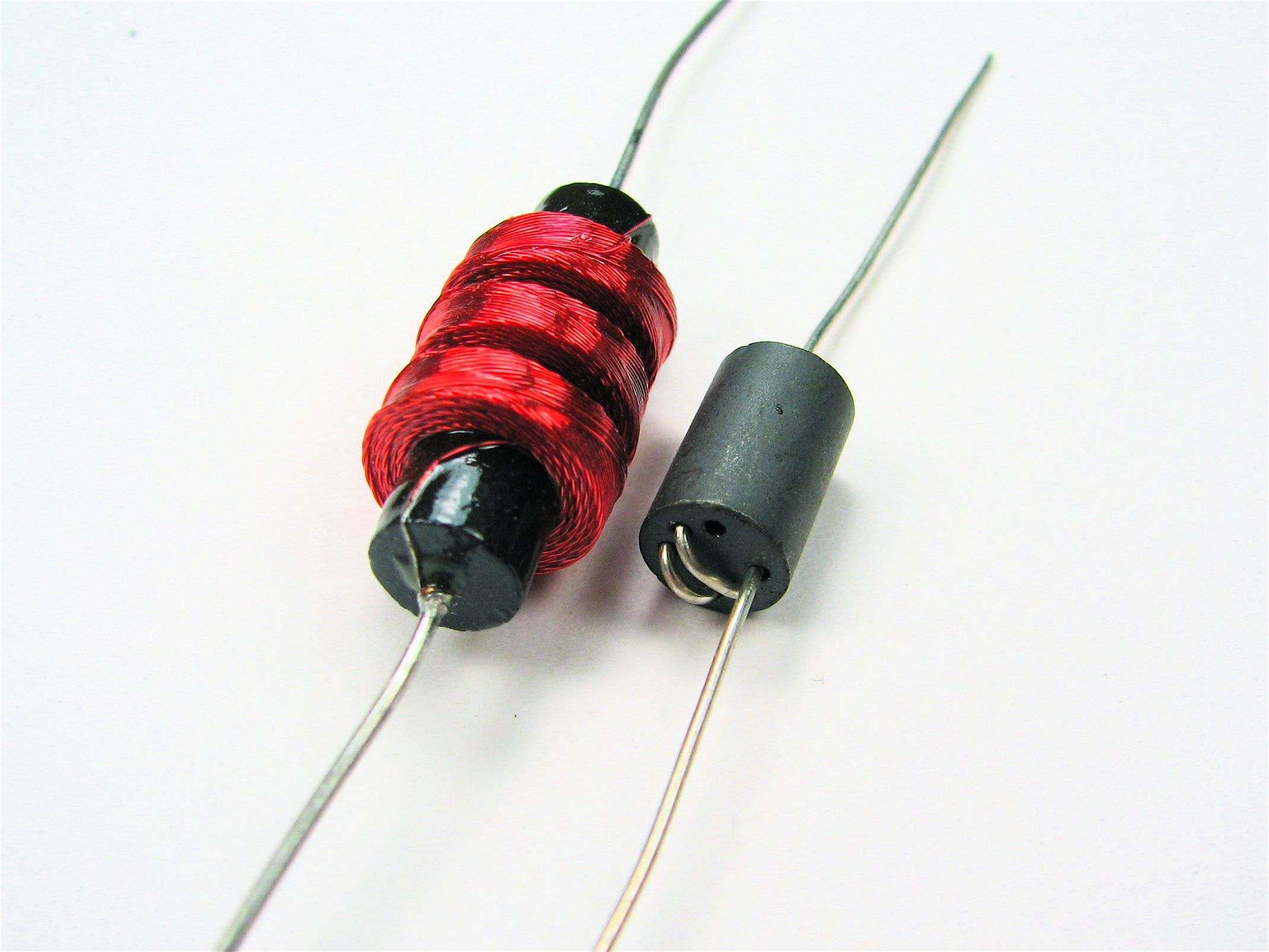
Stabkerndrossel (li.) und Dämpfungsperle
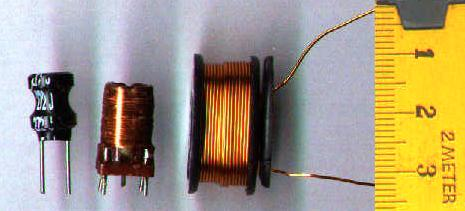
Spulen in unterschiedlichen Ausführungsformen
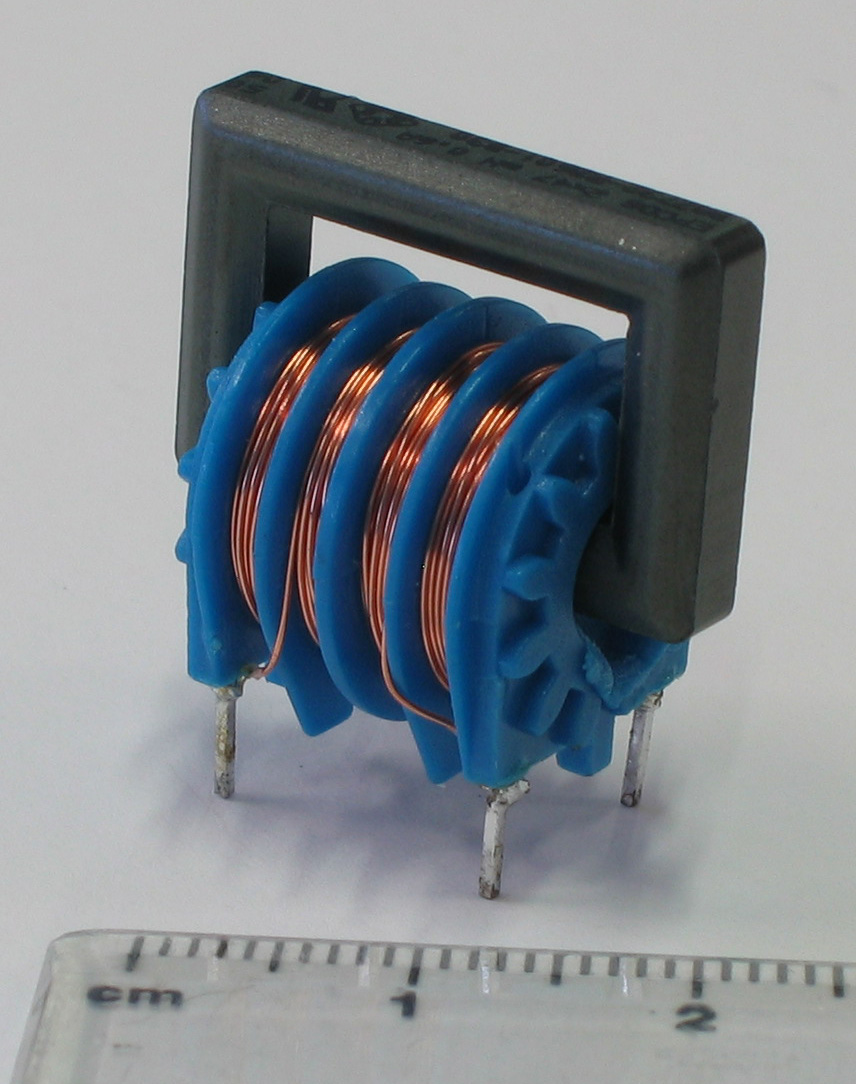
Stromkompensierte Drossel auf einem Ferritkern (D-Kern)
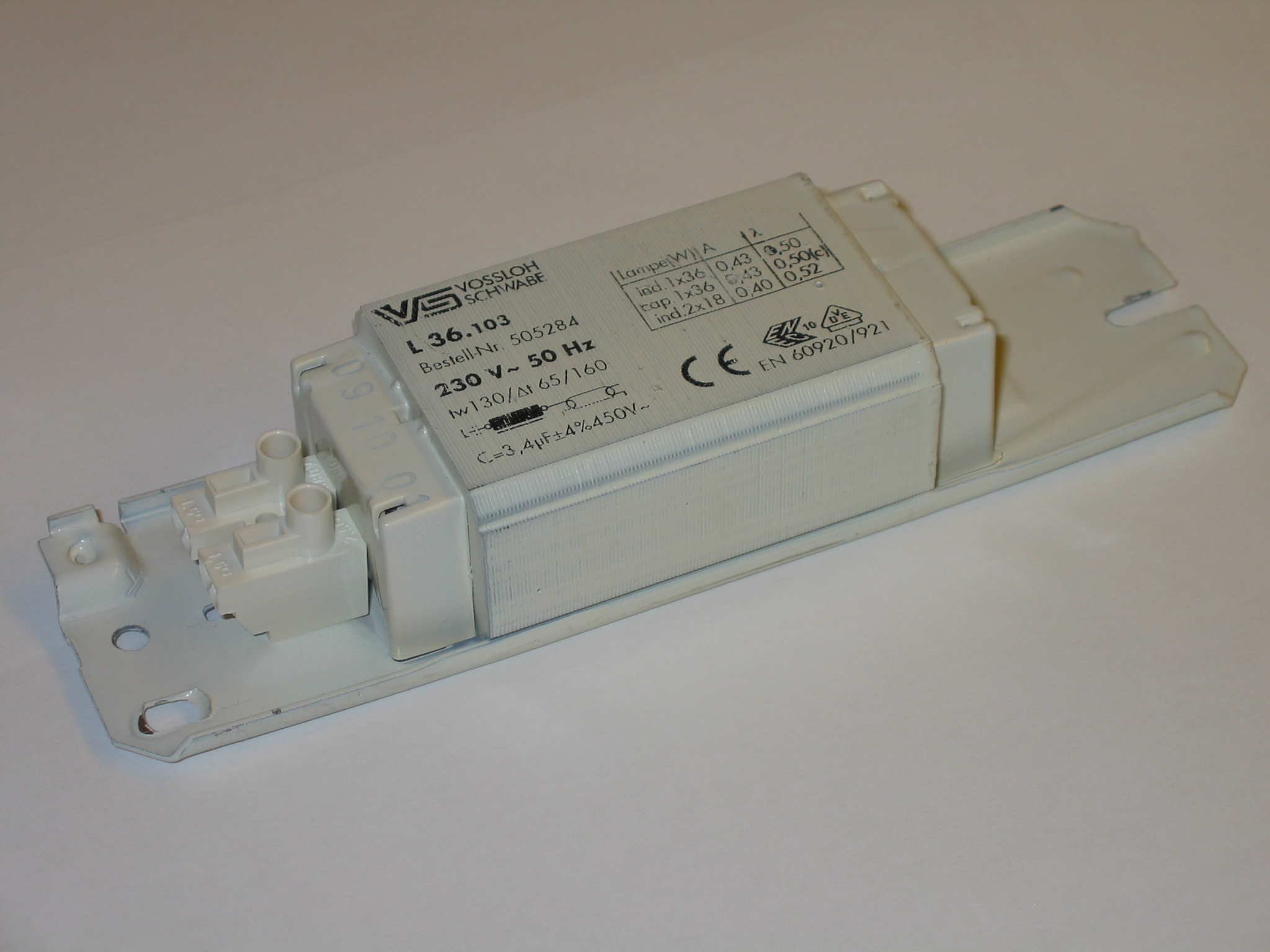
Vorschaltdrossel für eine Leuchtstoffröhre
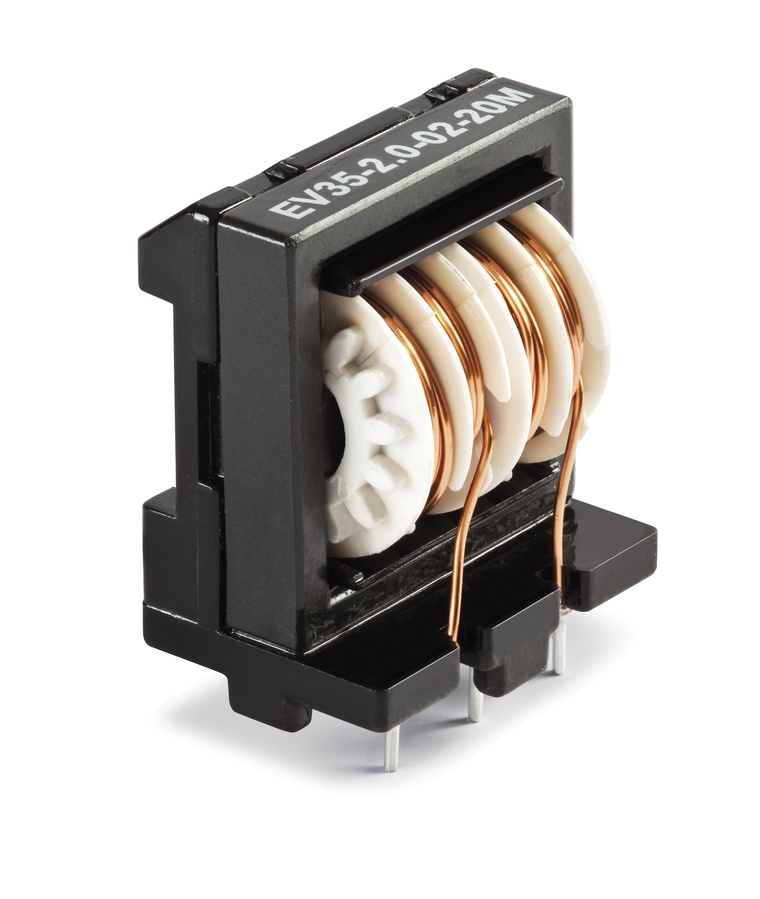
Stromkompensierte Drossel auf einem Ferritkern (ET-Kern)